# 崔健 (宝钢)
崔健（1960年1月—）是一位中国高级工程师。

## 生平
毕业于同济大学暖通专业及北京科技大学钢铁冶金专业。1983年进入宝钢工作，先后任宝钢特钢部炼钢车间炼钢厂助理、宝钢特钢部炼钢厂副厂长、厂长、宝钢特钢部炼炼钢厂厂长、集团公司助理、宝钢集团助理、研究院常务副院长。2006年5月任宝钢股份副总经理，2014年4月任宝钢集团副总经理。2015年3月31日因严重违纪违法，被上海市纪委调查。